# فرانشویل، رن
فرانشویل، رن (به فرانسوی: Francheville, Rhône) یک کامین در فرانسه با جمعیت ۱۱٬۸۹۵ نفر است که در Canton of Tassin-la-Demi-Lune واقع شده‌است.